# تامی فار
تامی فار با نام اصلی توماس جورج فار (انگلیسی: Thomas George Farr) (12 مارس ۱۹۱۳–۱ مارس ۱۹۸۶) یک بوکسور ولزی اهل کلیداچ ولی منطقه روندا با نام مستعار "the Tonypandy Terror". قبل از سال ۱۹۳۶، فار در دسته سبک‌سنگین‌وزن که در آن دسته خود قهرمان ولزی بود، مسابقه می‌داد. وی در ۱۵ مارس ۱۹۳۷ قهرمان سنگین‌وزن بریتانیا و امپراتوری شد. وی در همان سال عنوان قهرمانی جهان را در برابر جو لوئیس به چالش کشید و در یکی از سخت‌ترین نبردهای حرفه ای خود طی ۱۵ راند نفسگیر و امتیاز دهی جنجالی توسط داوران که باعث اعتراض گسترده تماشاگران شد، به جو لوئیس باخت. فار یکی از بزرگترین مبارزان سنگین‌وزن انگلیس به حساب می‌آید. فار در سال ۱۹۹۷ به تالار مشاهیر ورزشی ولز پیوست.